# Asteroid de tip D
Asteroid de tip D sunt asteroizi care au albedo scăzut și un spectru roșiatic fără trăsături pronunțate.  A fost sugerat că ele sunt compuse din silicate organic abundente, carbon și silicate anhidre , posibil cu gheață de apă în interiorul lora.